# 图古尔特
图古尔特（阿拉伯语：‎）是阿尔及利亚瓦尔格拉省的一个城市。